# 石川利光
石川 利光（いしかわ としみつ、1961年1月8日 - ）は日本の尺八（琴古流）演奏家。石の会主催。オーラJ（オーケストラアジア・ジャパンアンサンブル）メンバー。大阪邦楽ゾリステン代表。国際尺八研修館常任講師。
大阪府出身。立命館大学産業社会学部卒業。神戸市在住。
兄・石川憲弘（箏演奏家）に勧められ立命館大学の「邦楽部」に入部。ここで初めて尺八に出会った。その後、田嶋直士、横山勝也に師事し、本格的に尺八修行を積んだ。NHK邦楽技能者育成会を首席で修了（第37期）し、同邦楽オーディションにも合格。
最近はソロ活動に加え、米村鈴笙、岡田道明らと尺八三本会『風童』を結成。国内でのコンサート活動に加え、アメリカ、スイス、インド、ポーランド、オーストリア、ベルギー、オーストラリア各国で公演するなど世界的な活動にも積極的に取り組んでいる。
平成16年文化庁芸術祭新人賞を受賞。
平成17年青山音楽賞バロックザール賞を受賞。
稽古場：東京、大阪、神戸、京都、岡山、和歌山　他。

## Discography（主なCD）
- 『JAPON Splender du Shakuhachi』（1993年）
- 『JAPON アンサンブル日本の音』（1993年）
- 『風動』（1994年）
- 『いにしえ - 和楽器と語りによるお話 -』
- 『一管懸命 - 一尺八寸管による尺八古典本曲』（2000年）
- 『一管懸命II - 一尺八寸管による尺八古典本曲』（2002年）
- 『一管懸命II - 一尺八寸管による尺八古典本曲』（2002年）
- 『尺八浪漫 - 福田蘭童曲集』（2005年）
- 『石川ブロス』（2006年）

## 著書
- 『日本の粋 尺八 - 五十人の心と至芸の世界（CD付き）』（（株）文芸社、日本カルチャーズ）
- 『はじめての和楽器』（石川憲弘編著、岩波ジュニア新書429、岩波書店）

## その他
- 大阪府出身の人物一覧